# آندره فیلیپینی
آندره فیلیپینی (انگلیسی: André Filippini; ۱۳ سپتامبر ۱۹۲۴ – ۱۸ نوامبر ۲۰۱۳) کارآفرین اهل سوئیس بود.